# Adolf Held
Adolf Held (né le 18 mai 1844 à Wurtzbourg, mort le 25 août 1880 au lac de Thoune) est un économiste allemand.

## Biographie
Adolf Held est le fils du juriste Joseph von Held (de). Il étudie à Wurtzbourg et Munich le droit et les sciences politiques. En 1865, il obtient un doctorat avec une thèse sur Henry Charles Carey. Il trouve un emploi au département de statistiques d'Ernst Engel à Berlin. Il entame ensuite une carrière de professeur universitaire. Il appartient à l'Association de politique sociale, dont il est le secrétaire en 1873. Durant la guerre franco-allemande de 1870, il est avec la Croix-Rouge allemande. Held est connu pour son appartenance à l'Église vieille-catholique. Pendant des vacances en Suisse, il se noie au cours d'une croisière sur le lac de Thoune.

## Travaux
Grâce à sa thèse sur Carey, Held fait connaître au public allemand l'économie américaine et défend la rente de situation de David Ricardo face aux critiques de Karl Marx.
Held s'intéresse aussi aux conditions de travail. Il expose ses idées aux employeurs rhénans dans la revue Concordia. Il plaide pour le Kathedersocialisme (de).

## Œuvre
- Careys Sozialwissenschaft und das Merkantilsystem. Würzburg 1866, numérisation
- Adam Smith und Smith und Quetelet. Iéna 1867 (auch in: Jahrbücher für Nationalökonomie und Statistik, 1867, S. 249-279)
- Die ländlichen Darlehenskassenvereine in der Rheinprovinz und ihre Beziehungen zur Arbeiterfrage. Iéna 1869
- Noch einmal über den Preis des Geldes. Ein Beitrag zur Münzefrage. Iéna 1871
- Die Einkommensteuer. Finanzwissenschaftliche Studien zur Reform der directes Steuern in Deutschland. Marcus, Bonn 1872
- Lassalle und seine Nachfolger. Vortrag gehalten im Bonner Bildungsverein am 9. März 1873. Beusser, Bonn 1873
- Zwei Bücher zur socialen Geschichte Englands. Leipzig 1873 (Reprint Auvermann, Glashütten i. Ts. 1975) (Zwei Bücher zur sozialen Geschichte Englands. Aus dem Nachlaß herausgegeben von Georg Friedrich Knapp. Mit dem Bildnis des Verfassers. Duncker & Humblot, Leipzig 1881)
- Die deutsche Arbeiterpresse der Gegenwart. Leipzig 1873
- Grundriß für Vorlesungen über Nationalökonomie. Zum Gebrauche seiner Zuhörer verfasst. Bonn 1878
- Die Quintessenz des Kathedersocialismus von M. Block, Berlin 1878. Bonn 1878
- Socialismus, Socialdemokratie und Socialpolitik. Duncker & Humblot, Leipzig 1877